# Владимировский (Орловская область)
Владимировский — посёлок в Болховском районе Орловской области. Входит в состав Сурьянинского сельского поселения. Население — 94 чел. (2010).

## География
Посёлок находится в северной части Орловской области, в лесостепной зоне, в пределах центральной части Среднерусской возвышенности. Расположен на берегу реки Орс рядом с деревней Орс.
Уличная сеть представлена тремя объектами: Береговая улица, Новая улица и Речная улица.
Географическое положение: в 6 километрах от административного центра поселения — деревни Сурьянино, в 5 километрах от административного центра района — города Болхов, в 52 километрах от областного центра — города Орёл и в 281 километре от столицы — Москвы.
Часовой пояс
Посёлок Владимировский, как и вся Орловская область, находится в часовой зоне МСК (московское время). Смещение применяемого времени относительно UTC составляет +3:00.
Климат
Климат близок к умеренно-холодному, количество осадков является значительным, с осадками даже в засушливый месяц. Среднегодовая норма осадков — 627 мм. Среднегодовая температура воздуха в Болховском районе — 5,1 °C.

## Население
Проживают (на 2017—2018 гг.) 95 жителей в 28 дворах, 8 чел. — до 7 лет, 11 чел. — от 7 до 18 лет, 9 чел. — от 18 до 30 лет, 44 чел. — от 30 до 50 лет, 7 чел. — от 50 до 60 лет и 16 чел. — старше 60 лет.
| 2002 | 2010 |
| ---- | ---- |
| 89   | ↗94  |

Гендерный состав
По данным Всероссийской переписи населения 2010 года в гендерной структуре населения мужчины составляют 51,1% (48 чел.), а женщины — 48,9% (46 чел.).

## Инфраструктура
Было развито сельское хозяйство.

## Транспорт
Около посёлка на восток уходит подъездная автодорога 54К-3 к федеральной автотрассе Р92.